# Giacinto Facchetti
Giacinto Facchetti (Treviglio, Lombardía, 18 de julio de 1942-Milán, 4 de septiembre de 2006) fue un jugador de fútbol italiano, y posteriormente presidente del Inter de Milán, cargo que desempeñaba en el momento de su muerte. Está considerado como uno de los mejores laterales de la historia.

## Biografía

### Atletismo
Comenzó su carrera deportiva en el atletismo. Como esprínter contaba con un físico de decatlonista —1,91 m y 85 kg— y corría los 100 m en menos de 11 segundos.

### Inter de Milán
Facchetti comenzó su carrera en su club natal, el Trevigliese, donde se desempeñó como extremo y mediapunta, pronto llamó la atención del técnico del FC Internazionale, Helenio Herrera, el cual lo incorporó en el año 1960 como lateral. Facchetti se desempeñaría a partir de entonces como uno de los mejores laterales del mundo.
Con el Inter, Facchetti ganó cuatro Scudettos, una Copa de Italia y dos Copas de Europa consecutivas, además de dos Copas Intercontinentales también consecutivas.
Tras su retiro en 1978, Facchetti ejerció diversos cargos en el Inter, entre ellos, director técnico o vicepresidente del club neroazzurro, en 2004, fue elegido presidente del Inter. Tras una larga enfermedad, Facchetti falleció en septiembre de 2006 debido a un cáncer de páncreas, dejó una esposa, Giovanna y cuatro hijos.
En su honor, el Inter retiró el dorsal 3 del equipo y en Milán, una plaza fue renombrada con su nombre, Giacinto Facchetti.
Facchetti fue el heredero de todos los apuntes futbolísticos de su formador como futbolista, el técnico argentino Helenio Herrera.

## Carrera internacional
Facchetti hizo su debut en Italia el 23 de marzo de 1963, en una victoria por 1-0 en una eliminatoria europea contra Turquía. Fue coronado 94 veces (un récord en ese momento, ya que solo fue superado por Dino Zoff, Paolo Maldini, Fabio Cannavaro y Gianluigi Buffon), llevó el brazalete de capitán 70 veces y marcó tres goles entre 1963 y 1977. Actualmente es el noveno mejor poseedor de su país. Jugó para su país en las Copas Mundiales de la FIFA de 1966, 1970 y 1974, y capitaneó la selección italiana en las últimas dos ediciones del torneo. Facchetti también fue el capitán del equipo italiano de la victoria en la Eurocopa 1968, con la camiseta número 10, luego de avanzar a la final llamando al lanzamiento de la moneda correctamente después del tiempo extra contra la Unión Soviética, antes de ganar la final sobre Yugoslavia 2-0 en el partido de repetición, además de ser nombrado para el Equipo del Torneo. También fue nombrado al Equipo del Torneo en la Copa del Mundo de 1970, donde ayudó a su equipo en la final del torneo, en donde solo fueron derrotados 4–1 por Brasil.

## Estilo de juego
Considerado como uno de los mejores defensas de todos los tiempos, el ritmo, la resistencia, el poder y los excelentes rasgos físicos y técnicos de Facchetti le permitieron sobresalir como un full-back (central) o wing-back (lateral) ofensivo. Exdelantero y mediocampista, era conocido por su habilidad para hacer carreras de ataque por el flanco izquierdo y llegar a buenas posiciones ofensivas en el área que le permitieron anotar o ayudar a los goles, debido a su poder de disparo y habilidad para cruzar, y fue conocido por su tendencia a cortar en el centro para golpear a portería, lo cual era muy inusual para los full-back en ese momento. Futbolista fuerte, grande, elegante y trabajador, bueno en el aire, era muy apreciado por su habilidad con ambos pies, así como su distribución y habilidades con el balón. También se destacó a la defensiva, jugando como un barrendero, ya que perdió parte de su ritmo más adelante en su carrera, debido a sus habilidades técnicas, distribución, inteligencia y capacidad para leer el juego o comenzar jugadas desde atrás después de recuperar el balón. Como su habilidad para marcar hombres, posicionamiento, anticipación y abordaje. Un talento precoz en su juventud, también se destacó por su longevidad en su carrera posterior.  Además de su habilidad futbolística, también era conocido por su comportamiento correcto en el campo, así como por su liderazgo; fue expulsado solo una vez durante toda su carrera, por aplaudir sarcásticamente al árbitro.

## Después del retiro
A lo largo de los años, Facchetti ocupó varios cargos gerenciales en Internazionale, incluyendo director técnico, miembro de la junta, embajador mundial y vicepresidente. Facchetti fue elegido presidente del Inter el 19 de enero de 2004, tras la renuncia del anterior presidente Massimo Moratti.

## Muerte
Después de una larga enfermedad, murió de cáncer de páncreas en Milán el 4 de septiembre de 2006. Le sobreviven su esposa, Giovanna, y cuatro hijos.

## Legado

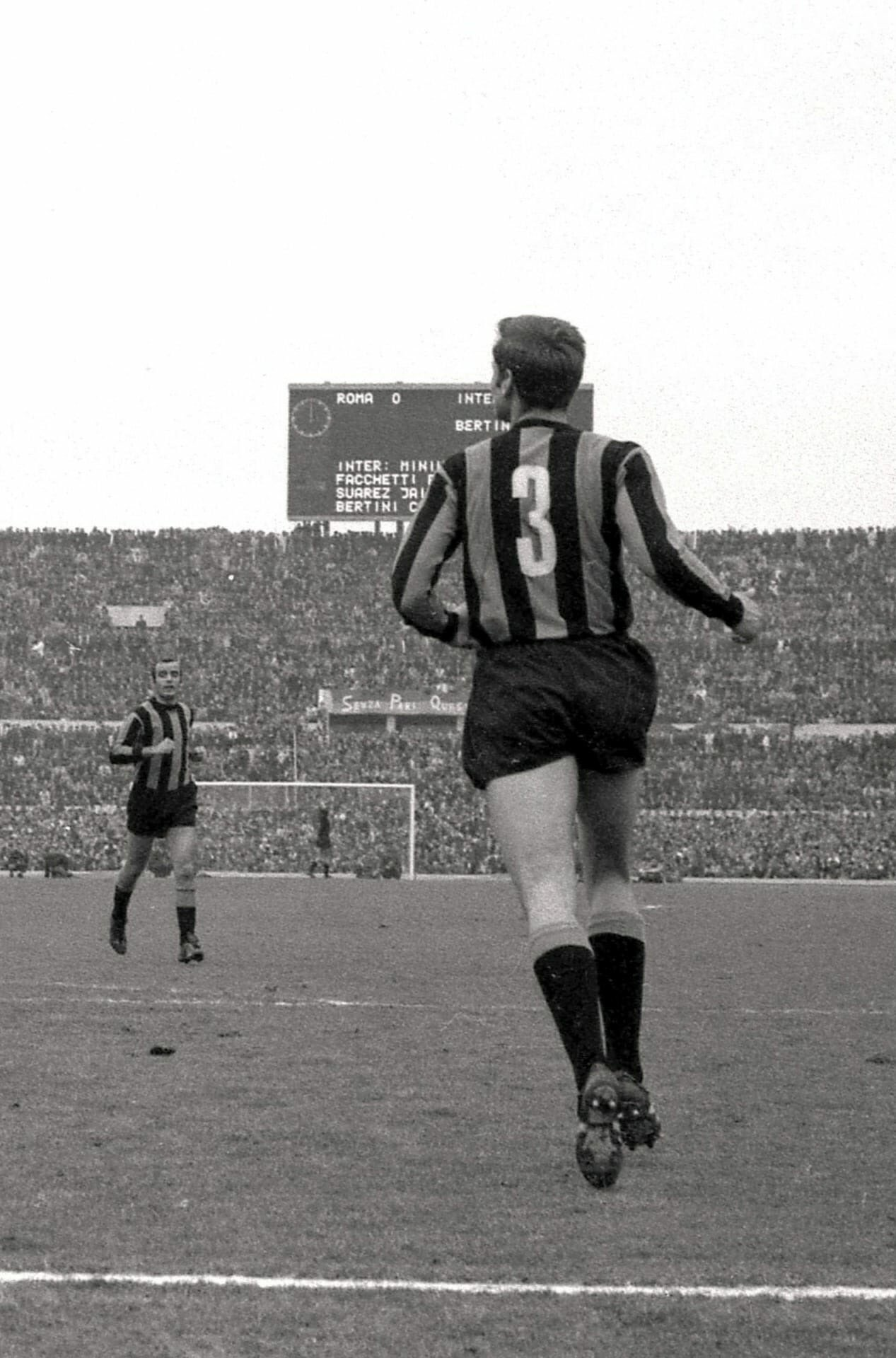
Giacinto Facchetti en el estadio olímpico en 1969, jugando con el Inter Milan

En marzo de 2004, Pelé nombró a Facchetti como uno de los 125 mejores futbolistas vivos como parte de las celebraciones del centenario de la FIFA.
Después del fallecimiento de Facchetti en 2006, fue nombrado una de las "Leyendas del fútbol" del Golden Foot del año, y también recibió el Premio Presidencial de la FIFA. Conocido por su disciplina y su habilidad para jugar a lo largo de su carrera, el Premio internacional Giacinto Facchetti también se estableció en su honor más tarde ese año, y actualmente se otorga anualmente a una personalidad de fútbol que se destacó por su honestidad, comportamiento correcto y deportividad. También después de su muerte, el Campionato Nazionale Primavera incluyó el nombre de Facchetti para el cambio de nombre oficial del campeonato a Campionato Primavera Tim - Trofeo Giacinto Facchetti.
Su antiguo club, el Inter, retiró póstumamente la camiseta número 3 en su honor.
El 22 de septiembre de 2008, una plaza en la ciudad de Cesano Maderno, ciudad metropolitana de Milán, pasó a llamarse en honor de Giacinto Facchetti.
Facchetti aparece en el videojuego de fútbol FIFA 14 ' s Classic XI - un equipo multinacional de las estrellas, junto con los compatriotas Bruno Conti, Gianni Rivera y Franco Baresi.
En 2015, fue inducido póstumamente al Salón de la Fama del Fútbol Italiano.

## Selección italiana
Con la selección de fútbol de Italia, Facchetti hizo su debut en 1963, disputaría 94 partidos con la squadra azzurra, un récord por aquel entonces de participación con la selección italiana que solo batirían tiempo después Dino Zoff, Paolo Maldini, Fabio Cannavaro, Gianluigi Buffon y Gianluca Zambrotta, Llevó además el brazalete de capitán en 70 partidos. Con Italia, disputó los mundiales de 1966, 1970 y 1974, y formó también parte de la selección italiana que ganó la Eurocopa 1968.

### Participaciones en Copas del Mundo como jugador
| Mundial                        | Sede       | Resultado    |
| ------------------------------ | ---------- | ------------ |
| Copa Mundial de Fútbol de 1966 | Inglaterra | Primera Fase |
| Copa Mundial de Fútbol de 1970 | México     | Subcampeón   |
| Copa Mundial de Fútbol de 1974 | Alemania   | Primera Fase |

### Participaciones en Eurocopas como jugador
| Eurocopa      | Sede   | Resultado |
| ------------- | ------ | --------- |
| Eurocopa 1968 | Italia | Campeón   |

## Trayectoria
| Club              | País   | Año         |
| ----------------- | ------ | ----------- |
| FC Internazionale | Italia | 1960 - 1978 |

## Palmarés

### Torneos nacionales
| Título      | Club                 | País   | Año  |
| ----------- | -------------------- | ------ | ---- |
| Serie A     | F. C. Internazionale | Italia | 1963 |
| Serie A     | F. C. Internazionale | Italia | 1965 |
| Serie A     | F. C. Internazionale | Italia | 1966 |
| Serie A     | F. C. Internazionale | Italia | 1971 |
| Copa Italia | F. C. Internazionale | Italia | 1978 |

### Torneos internacionales
| Título                | Club                 | Sede       | Año  |
| --------------------- | -------------------- | ---------- | ---- |
| Copa de Europa        | F. C. Internazionale | Viena      | 1964 |
| Copa Intercontinental | F. C. Internazionale | Madrid     | 1964 |
| Copa de Europa        | F. C. Internazionale | Milán      | 1965 |
| Copa Intercontinental | F. C. Internazionale | Avellaneda | 1965 |
| Eurocopa              | Selección de Italia  | Roma       | 1968 |